# Henry D. McHenry

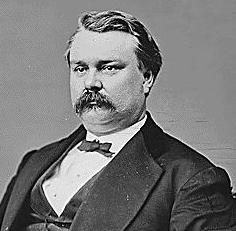
Henry D. McHenry

Henry Davis McHenry (* 27. Februar 1826 in Hartford, Ohio County, Kentucky; † 17. Dezember 1890 ebenda) war ein US-amerikanischer Politiker. Zwischen 1871 und 1873 vertrat er den Bundesstaat Kentucky im US-Repräsentantenhaus.

## Werdegang
Henry McHenry war ein Sohn von John H. McHenry (1797–1871), der zwischen 1845 und 1847 ebenfalls den Staat Kentucky im Kongress vertrat. Der jüngere McHenry besuchte die öffentlichen Schulen seiner Heimat. Nach einem anschließenden Jurastudium an der Transylvania University in Lexington und seiner 1845 erfolgten Zulassung als Rechtsanwalt begann er in Hartford in diesem Beruf zu arbeiten. Politisch war McHenry Mitglied der Demokratischen Partei. Von 1851 bis 1853 sowie nochmals zwischen 1865 und 1867 saß er als Abgeordneter im Repräsentantenhaus von Kentucky. In den Jahren 1861 bis 1865 gehörte er dem Staatssenat an. Von 1872 bis zu seinem Tod war er Mitglied des Democratic National Committee.
Bei den Kongresswahlen des Jahres 1870 wurde er im zweiten Wahlbezirk von Kentucky in das US-Repräsentantenhaus in Washington, D.C. gewählt, wo er am 4. März 1871 die Nachfolge von William N. Sweeney antrat. Bis zum 3. März 1871 absolvierte McHenry eine Legislaturperiode im Kongress. Danach praktizierte er wieder als Anwalt in Hartford. Im Jahr 1890 war er Delegierter auf einer Versammlung zur Überarbeitung der Verfassung von Kentucky. Henry McHenry starb am 17. Dezember 1890 in Hartford, wo er auch beigesetzt wurde.